# Edith Corse Evans
Edith Corse Evans (nascida em 21 de setembro de 1875-15 de abril de 1912) era uma socialite americana proeminente que morreu a bordo do RMS Titanic em 15 de abril de 1912. Ela foi uma das quatro mulheres a morrerem na primeira classe.

## Início da vida
Edith nasceu em Filadélfia, Pensilvânia em uma família rica. Ela era a segunda filha do advogado Cadwalader Evans e sua esposa, ativista dos direitos da mulher Angeline Burr Corse.[1] Ela tinha uma irmã, Lena Cadwalader Evans, que era um pintor de renome.
Um residente de longa data de Nova York, solteira Edith era um membro da The Colonial Dames of America e descendente de Andrew Hamilton. Ela tinha grande interesse em estudos genealógicos.

## Titanic
Na noite de 10 de abril de 1912 Edith embarcou no Titanic em Cherbourg para voltar para casa após uma visita a seus primos em Paris. Ao longo do caminho, ela encontrou sua tia , Malvina Cornell, e suas irmãs que estavam retornando de um funeral em Londres. Em 14 de Abril de 1912, o Titanic bateu num pedaço gigante de gelo. O capitão queria que todos mantivessem  calma, mas quando todos viram o vazamento de água no barco, todo mundo entrou em pânico. O capitão pediu que as mulheres e crianças fossem em primeiro lugar e se houvesse mais espaço no barco, um homem poderia vir também. Quando os barcos salva-vidas foram reduzidos em primeiro lugar, Edith e Caroline Brown perderam a oportunidade de chegar em um a tempo. Outro estava preparado para ser lançado ao mar às 2h 09min ao qual chegaram a tempo de embarcar. Foi-lhes informado que não havia espaço suficiente para as duas então Edith convenceu Caroline a entrar porque Caroline tivera filhos, mesmo que ela se recusasse repetidamente. No entanto, Walter Lord afirmou em seu livro 1955, A Night to Remember , que o barco foi rapidamente ocupado antes de Edith poder entrar. Além disso, o bote desmontável  D,o último lançado ao mar, não estava lotado quando foi abaixado e continha 30 pessoas a bordo (ele foi projetado para acomodar 50 pessoas) e não se entende se Edith intencionalmente se afastou do barco antes dele ter sido abaixado .
Edith afundou com o navio. Ela nunca foi identificada entre os corpos recuperados.[2] Em 22 de abril de 1912, um serviço memorial foi realizado para ela em Grace Church em Nova York, e uma placa foi dedicada em sua honra. Há também uma placa em sua honra pendurada dentro da igreja episcopal de St. Anne, em Sayville, Nova Iorque. [3][4]